# Гезалов, Александр Самедович
Алекса́ндр Саме́дович Геза́лов (3 декабря 1968, посёлок Тума, Рязанская область, СССР) — российский общественный деятель, писатель и публицист, специалист в сфере социального сиротства, поддержке детей-сирот и детей, оставшихся без попечения родителей и помощи людям, попавшим в тяжёлую жизненную ситуацию, ветеран военно-морских сил России.
Эксперт Фонда поддержки детей, находящихся в трудной жизненной ситуации, член Совета по вопросам детей-сирот и детей, оставшихся без попечения родителей, Министерства образования России (до 2018), помощник депутата Государственной думы Федерального собрания РФ Ольги Баталиной (до 2020), создатель и директор социального Центра Святителя Тихона при Донском монастыре (2016—2020), автор проекта «Наставнический Центр Александра Гезалова» (с 2020), эксперт Общественной палаты РФ (2009—2014), эксперт Департамента социальной защиты населения Москвы (2013—2016), эксперт всероссийских конкурсов «Города без сирот» 2012 года, «Каждый ребёнок должен жить в семье» 2013 года, ветеран труда Российской Федерации, выпускник советского детского дома, автор книги «Солёное детство», КМС СССР по боксу.
Автобиографическое эссе Александра Гезалова «Солёное детство» стоит в одном ряду с романом Рубена Гальего «Белое на чёрном». Деятельность Александра Гезалова широко освещена в прессе и отмечена патриаршей и президентской наградами, он является постоянным участником теле и радио-программ. О нём снято три фильма, один из которых — «Онежская быль» — стал лауреатом международного конкурса «Радонеж» и неоднократно транслировался по всероссийским телевизионным каналам.

## Биография
Александр Гезалов родился 3 декабря 1968 г. в посёлке Тума Рязанской области и с момента рождения был отдан в детский дом. Он прошёл суровую школу воспитания советских детских домов Владимирской области (г. Суздаль, г. Гусь-Хрустальный, г. Собинка, г. Судогда). После выпуска из детского дома в 1984 г. учился в ПТУ и в 1987 г. был призван на флот. С 1987 г. по 1990 г. служил на атомной подводной лодке торпедистом. В 1990 г. по пути из Мурманска в Москву сошёл с поезда в Петрозаводске по объявлению в газете о приёме в училище культуры с наличием общежития. С 1990 по 1994 гг. учился в Петрозаводском училище культуры по специальности актёр и режиссёр народных театров. В 2007 г. закончил Петрозаводский государственный университет по специальности «социальная работа».
Поворотным событием в жизни Александра Гезалова стала встреча в 1995 г. с народной артисткой СССР Кларой Лучко. По настоянию Клары Степановны Александр создал в 1999 г. общественную организацию «Равновесие», которая по сей день оказывает помощь детям-сиротам, бездомным, осуждённым, многодетным. В 2000 г. он начал строительство в Петрозаводске храма Иоанна Богослова для духовного окормления детей с нарушением речи школы-интерната N 22. В 2004 г. храм был освящён. Также принимал участие в строительстве храма Серафима Саровского в деревне Машезеро, часовни свв. Иулии и Анны на кладбище в посёлке Сулажгора, часовни Всех Скорбящих Радость в СИЗО N 1, часовни Георгия Победоносца в деревне Педасельга. За свою деятельность по строительству храмов Александр был награждён патриархом Алексием II в 2006 г. орденом Сергия Радонежского III степени.
С 2000 по 2009 годы возглавлял попечительский совет исправительных учреждений Карелии. Под его руководством попечительский совет был признан одним из лучших в России и отмечен несколькими ведомственными наградами. За деятельную поддержку осуждённых, подследственных и сотрудников исправительных учреждений Александр был награждён несколькими ведомственными наградами в том числе серебряной медалью за укрепление уголовно-исполнительной системы России.
Под руководством Александра Гезалова были воплощены сотни замыслов поддержки детей-сирот, бездомных, заключённых, в их числе: общественная столовая для бездомных Москвы и Петрозаводска, проект по усыновлению детей-сирот «Ищу маму», проекты по адаптации воспитанников и выпускников детских домов, ремонт камер в исправительных учреждениях, открытие учебных классов для подследственных подростков. В 2008 г. за деятельное участие в жизни социально незащищённых слоёв населения России Александр награждён указом президента Российской Федерации Д. А. Медведева медалью ордена «За заслуги перед Отечеством» II степени. В 2013 году Александр Гезалов награждён почётной грамотой Министерства Образования России за активное участие в деле развития семейных форм устройства детей-сирот, а также благодарственным письмом Государственной Думы РФ за участие в развитии и улучшении российского законодательства в сфере защиты прав детства и усыновления.
К проектам Александра Гезалова относятся: проведение тренингов и семинаров по социальной работе в регионах России: «Умный чемодан», «Дерево успеха», «Твои горизонты» и «Доброе зеркало», издание образовательных адаптационных комиксов для детей-сирот, детские адаптационные лагеря «Жёлтая подводная лодка» и «Пирс», издание методической литературы по острым социальным проблемам.
В 2002 г. вышло в свет эссе Александра Гезалова «Солёное детство», в котором он рассказывает о своей жизни в детском доме. Кроме того Александр постоянно выступает на федеральных радио- и телепрограммах, является автором многих статей и публикаций, в 2005 г. о нём был снят документальный фильм «Онежская быль» режиссёром Сергеем Левашовым. Фильм стал лауреатом всероссийского и международного конкурсов православных фильмов. В 2008 г. телеканал «РТР» снял фильм «Обретая корни» о деятельности общественной организации «Равновесие». В 2009 г. телеканал «Мир» снял фильм «Все мы родом из детства» о судьбе выпускника детского дома, главным героем которого стал Александр Гезалов.
В 2014 г. стал основателем, а впоследствии экспертом благотворительной организации «Добро» в г. Томске, реализующей проекты социальной адаптации для детей-сирот. В основе проектов лежат идеи Александра Гезалова по обучению социально-бытовым навыкам и развитию навыков саморегуляции у детей-сирот.
В 2018 г. Александр Самедович стал лауреатом престижного всероссийского конкурса "Гражданская инициатива 2018". Пять его проектов стали участниками конкурса, а один проект "Социальный Центр Святителя Тихона" взял главную статуэтку конкурса. В 2018 г. он также стал экспертом конкурса "Конкурс городов России. Город - территория детства (2018)" Фонда по поддержке детей, находящихся в трудной жизненной ситуации, по оценке эффективности работы органов власти в решении проблем детства.
Александр Гезалов является шеф-редактором нескольких интернет-ресурсов, таких как sirotinka.ru, uspeshnye-siroty.ru
В настоящее время Александр живёт и работает в Москве. У него 2 сына: Тихон и Фёдор и 3 дочери: Александра, Аграфена и Мария.

## Книги и публикации
- «Солёное детство»
- «Сиротская „стая“»
- «Русская рулетка для сироты»
- «Миссия жизни: разбей сиротскую машинку»
- «Системное удобство»
- «Что подарить сироте?»
- «Источник жизни — детство»
- «Неусыновляемая родина, или Почему семьи возвращают сирот?»
- «Родина там, где тебя любят»
- «Не надо помогать сиротам»